# Manuel Duarte de Almeida
Manuel Duarte de Almeida (Vila Real,São Pedro 1 de Outubro de 1844 — Porto, 1914) foi um poeta português do século XIX e XX. Devido à forma como cuida os aspetos formais das suas obras, é considerado um poeta parnasiano mas que, em certas obras, anuncia ao simbolismo.
Escreveu obras como: Beijos Perdidos, Ramo de Lilázes e Vae Victoribus.

## Biografia
Manuel Duarte de Almeida nasceu no dia 1 de Outubro de 1844 em Vila Real, na freguesia de São Pedro. Foi filho de António José Duarte e D.Antónia Emília Guedes e teve um irmão chamado Custódio.O pai era farmacêutico e quis que Manuel seguisse as suas pisadas. O irmão decidiu seguir Medicina. Segundo Ricardo Jorge, o pai era proveniente de família com brasão que viera a tornar-se pobre.
Em 1866 obteve o diploma do curso de Farmácia e exerceu a sua profissão na Farmácia Baptista em Vila Real. Acabou por mudar-se para o Porto onde seguiu uma carreira na Administração dos Correios. 
Casa-se, em 1880, com D. Maria Augusta da Silveira, da Casa da Botica, em Paços de Ferreira, tendo cinco filhos: Fernando (que morreu com tuberculose), Jorge Duarte (foi um cônsul em Boston), Filemon Duarte (oficial da Marinha), Cordália e, por fim, um filho cujo nome é desconhecido (falta de informação). Obteve o cargo de Primeiro Oficial em 22 de Dezembro de 1880 subindo até Chefe de Secção. Após alguns problemas pessoais (neurastenia, hipocondria e melancolia) e excesso de trabalho, Manuel vê-se forçado a deixar o seu posto.
Em 1896 abandona o Porto e passa a viver definitivamente em Lisboa. É nomeado, em 1902, bibliotecário da Direção Geral de Instrução Pública.
Nos últimos anos de vida, Manuel Duarte de Almeida, nada escreveu de grande relevo e acabou por falecer, em 1914, de tuberculose.
Após a sua morte, Ricardo Jorge, um amigo próximo de Manuel, acaba por reunir grande parte dos poemas escritos por Manuel Duarte de Almeida num só livro cujo próprio Manuel tentara fazer durante a sua vida. Esta obra ficou conhecida como Terra e Azul e foi publicada em 1933, 19 anos após a sua morte.

## Obras
1. Lágrimas e Flores (1887)
2. Elegia Panteísta a uma Môsca Morta (1874-89)
3. Ramo de Lilázes — No ataúde de D. Luiz I (1889)
4. Estâncias ao Infante D. Henrique (1889)
5. Vae Victoribus (1890)
6. Beijos Perdidos (1909)
7. Terra e Azul (1933), Ricardo Jorge